# Loftwohnung

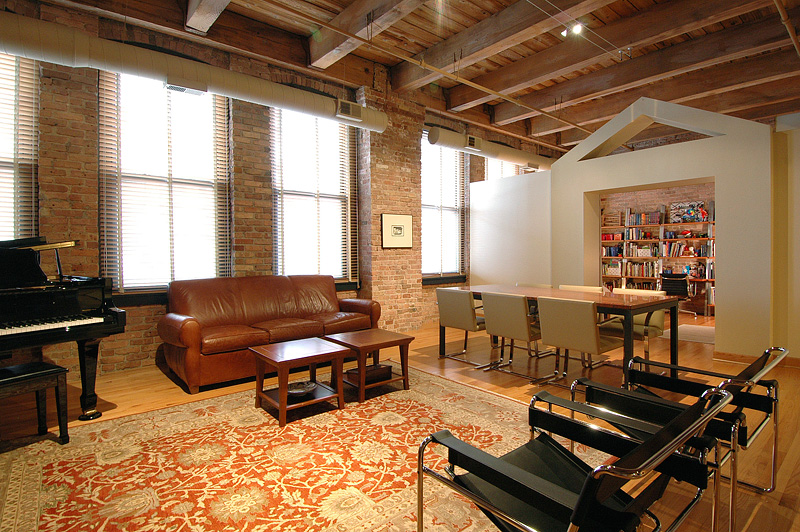
Loftapartment in einer ehemaligen Lagerhalle für Druckmaschinen an der Near West Side in Chicago

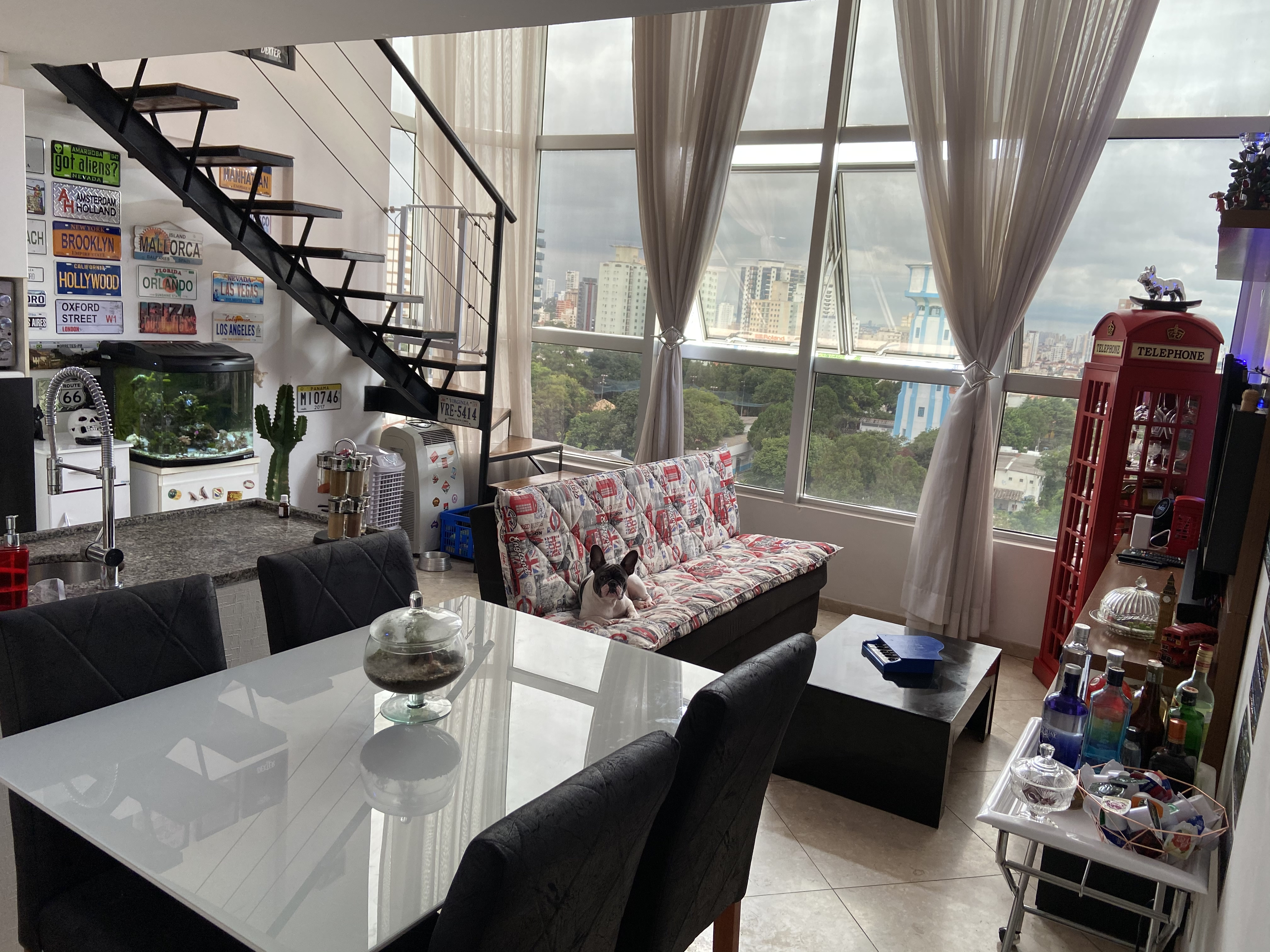
Sao Paulo, Brazil

Ein Loft, im Deutschen als Kurzform für Loftwohnung, ist ein zur Wohnung umfunktionierter Lager- oder Industrieraum. Das Wort stammt aus dem Englischen und bedeutet schlicht Dachboden bzw. Speicher. In den USA wurde Loft auf Lagerhallen und Industriegebäude übertragen. Besonderes Merkmal ist die meistens ausgeprägte Raumhöhe gegenüber konventionellen Wohnungen.

## Geschichte
Ab den 1940er Jahren wurden in New York City und London derartige leerstehende Hallen zu Wohnzwecken umgestaltet, wobei die Bausubstanz der Halle kaum verändert wurde. Eine Wohnung umfasste damit oft die gesamte Fläche einer Etage, in die einfach Möbel hineingestellt wurden. Damit ergaben sich offene Wohnungen mit riesigen Grundflächen und hohen Decken. Andy Warhol wird heute fälschlicherweise zu den Pionieren der Loftnutzer gezählt, obwohl er seine Factory erst ab den 1960er Jahren in einem New Yorker Loft einrichtete. Lofts wurden schnell zu begehrten Wohnungen für Freiberufler und Künstler, die damit Wohn- und Arbeitsraum integrierten und so oft günstig wohnen konnten.

## Heutige Verwendung von Lofts
Heute sind Lofts meist nicht mehr improvisiert, sondern entstehen durch aufwendige Renovierung und Modernisierung alter Industriehallen und werden damit oft zu sehr teuren Wohnungen auf dem Immobilienmarkt. Damit hat sich der ursprüngliche Gedanke, durch Umnutzung alter Industriegebäude günstigen Wohnraum zu schaffen, ins Gegenteil verkehrt und wird damit zu einem Teil des Phänomens der Gentrifizierung. Teilweise werden auch offen gestaltete Neubauwohnungen als Lofts angeboten; mit klassischen Lofts haben diese Angebote aber nichts zu tun, hier ist meist nur der offene Charakter oder bestimmte Gestaltungselemente (z. B. Sichtbeton, unverputztes Mauerwerk, offen verlegte Leitungen usw.) namensgebend.

## Loftentwicklung in Deutschland
Die deutsche Loftbewegung startete in den 1980er Jahren im Raum Frankfurt und im Ruhrgebiet. In den späten 1990er Jahren setzte sich Leipzig als „deutsche Hauptstadt des Lofts“ noch vor Berlin durch. Hier stehen in besonders reichhaltigem Ausmaß alte Industriehallen aus der Gründerzeit und der Bauhaus-Ära zur Verfügung. Sie werden zunehmend von der lebendigen Kunstszene Leipzigs genutzt. Es waren vor allem Freiberufler und Künstler, die sich für diese Art von Wohnungen interessierten.

## Loftentwicklung in der Schweiz
In der Schweiz wurde die Umnutzung von Fabrikhallen zu Lofts Mitte der 1980er Jahre und nur vereinzelt entdeckt. Ein eigentlicher Boom setzte ab Mitte der 1990er Jahre in Zürich und Winterthur ein. Heute führt die Nachfrage nach Lofts vorab in städtischen Gebieten zu einer Preisentwicklung, welche großzügige Objekte fast ausschließlich gutverdienenden Bewohnern zugänglich macht.